# Tarará (película)
Tarará es una película documental argentina dirigida por Ernesto Fontan. Fue estrenada el 2 de septiembre de 2021.

## Sinopsis
Miles de niños afectados por la explosión de la central nuclear de Chernobil llegan a la ciudad de Tarará en Cuba, donde se organiza un programa integral de recuperación para las víctimas. 00

## Datos técnicos
- Origen: Argentina
- Duración original: 70 min.
- Director: Ernesto Fontan
- Guion: Ernesto Fontan
- Productor: Ernesto Fontan y Juan Pablo Di Bitonto
- Productora Ejecutiva: Tatiana Nemecek
- Idea Original: Paola Gallo Peláez
- Dirección de Fotografía: Bruno Scarponi
- Animación: Eva Irungaray
- Director de Producción: Gabriel Badaraco
- Música: Roly Berrío y Mariano Otero
- Montaje: Ernesto Fontan
- Sonido Directo: Marcos Coria
- Director de Sonido: Martín Codini
- Foto Fija: Catalina Gallo Peláez
- Asistente de Producción: Federico Badaraco